# Paradise (EP)
Paradise – trzeci minialbum amerykańskiej piosenkarki Lany Del Rey. Wydawnictwo miało swoją światową premierę 9 listopada 2012 roku, a w Polsce 13 listopada 2012 roku. Album został wydany jako The Paradise Edition wraz z drugim albumem artystki Born to Die i jako osobna płyta.
Głównym utworem albumu została piosenka „Ride”. Utworami promującymi Paradise zostały utwory „Burning Desire” i cover „Blue Velvet”. Album jeszcze przed premierą wzbudził kontrowersje, ze względu na tekst piosenki „Cola”.
Na tylnych okładkach płyt CD i LP wykorzystano obraz Jana Brueghla (starszego) "The Original Sin" (52x83,5 cm) z 1616 roku, znajdujący się w Museum of Fine Arts w Budapeszcie.

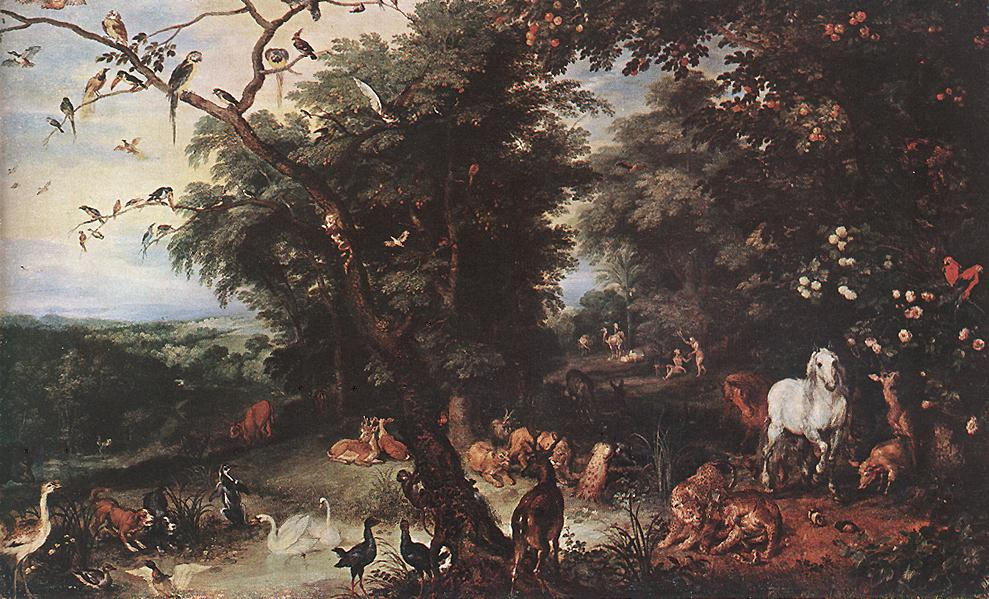
Dzieło "The Original Sin" Brueghla wykorzystane na tylnych okładkach CD i LP "Paradise" i "Born To Die: The Paradise Edition".

## Lista utworów
1. „Ride” – 4:49
2. „American” – 4:08
3. „Cola” – 4:20
4. „Body Electric” – 3:53
5. „Blue Velvet” – 2:38
6. „Gods & Monsters” – 3:57
7. „Yayo” – 5:21
8. „Bel Air” – 3:57
9. „Burning Desire” (bonusowy utwór na iTunes) – 3:51

Utwory, które zostały odrzucone podczas nagrywania płyty:
1. "JFK" - 4:34
2. "Starry Eyed" - 4:31
3. "Hollywood" - 4:15
4. "Because Of You" - 4:25